# Lausen
Lausen é uma comuna da Suíça, situada no distrito de Liestal, no cantão de Basileia-Campo. Tem 5,56 km² de área e sua população em 2018 foi estimada em 5.209 habitantes.